# Pepe Carter y Coco
Pepe Carter y Coco fue una serie de aventuras realizada por Ángel Puigmiquel entre 1942 y 1947 para la revista "Chicos".

## Serialización
Pepe Carter y Coco son dos niños residentes en una ciudad estadounidense.
| Número     | Título                          | Publicación                | Fecha                                     |
| ---------- | ------------------------------- | -------------------------- | ----------------------------------------- |
| 1          | «El collar de hipopótamos»      | «Chicos» n.° 218 a 238     | 30 de junio de 1942 a 20 de enero de 1943 |
| Argumento: |                                 |                            |                                           |
| 2          | —                               | «Chicos» n.° 252           | 2 de junio de 1943                        |
| Argumento: |                                 |                            |                                           |
| 3          | «La sombra de Gulliver»         | «Chicos» n.° 262 a 291     | 11 de agosto de 1943 a 1 de marzo de 1944 |
| Argumento: |                                 |                            |                                           |
| 4          | «El tesoro del comanche»        | «Chicos» n.° 325 a n.° 351 | 25 de octubre de 1944 a 3 de mayo de 1945 |
| Argumento: |                                 |                            |                                           |
| 5          | «¡S.O.S. en el museo diabólico» | «Chicos» n.° 359 al 386    | 21 de agosto a 19 de mayo de 1946         |
| Argumento: |                                 |                            |                                           |
| 6          | «Los crímenes del gramófono»    | «Chicos» n.° 394 a n.° 430 | 14 de julio de 1946 a 30 de marzo de 1947 |
| Argumento: |                                 |                            |                                           |

## Valoración
Según el crítico Javier Coma, "Pepe Carter y Coco" supone la reincorporación al tebeo español de los hallazgos del cómic clásico estadounidense y en especial el Mickey Mouse de Floyd Gottfredson, tras el parentésis creativo que supuso la Guerra Civil, al mismo tiempo que su alto grado de fantasía sugiere un ansía de evadirse de la coyuntura contemporánea.